# (144898) 2004 VD17
(144898) 2004 VD17 est un astéroïde Apollon découvert par LINEAR le 7 novembre 2004. 

De février à mai 2006, il fut en tête de liste de l'échelle de Turin (niveau 2), qui calcule la probabilité et le risque de collision d'astéroïdes avec la Terre. Des calculs basés sur les observations de sa trajectoire montraient alors qu'il y avait une probabilité de 1 sur 2780[réf. nécessaire] pour que 2004 VD17 entre en collision avec la Terre le 4 mai 2102. De nouvelles observations ont ramené son classement au niveau 1 le 20 mai 2006 puis au niveau 0 en octobre 2006.

Sa taille est évaluée à 580 m et sa masse à environ 260 millions de tonnes. S'il y avait collision, l'énergie d'impact est évaluée à 15 000 mégatonnes, assez pour dévaster tout un continent ou une région.
Il a été supplanté au sommet de la liste de l'échelle de Turin pendant quelques jours à la fin de décembre 2004 par (99942) Apophis (alors connu par sa désignation temporaire 2004 MN4) qui a été brièvement évalué au niveau 4 de l'échelle de Turin, aujourd'hui record absolu.
Selon NEODyS (qui compile les données du Centre des planètes mineures de l'IAU), le classement dans l'échelle de Palerme est actuellement (janvier 2009) de −4,91 pour le rapprochement de 2102, et de −8,33 pour le rapprochement de 2104. Ces classements sont basés sur 970 observations remontant jusqu'au 16 février 2002. Le système Sentry du JPL fournissait des résultats similaires avec un classement à −4,91 pour le rapprochement de 2102, basé sur 908 observations démarrant également le 16 février 2002. Il a retiré 2004 VD17 de la liste des astéroïdes potentiellement dangereux le 14 février 2008.